# ابوبکر طهرانی
مولانا ابوبکر طهرانی، از دیوان سالاران و مورخان دربار ترکمانان آق قویونلو و قره قویونلو در قرن ۹ هجری(۱۵ میلادی) بوده است. او در ابتدای کتاب دیار بکریه، خود را «ابوبکر الطهرانی الاصفهانی» خوانده است. علاوه بر این اشعاری نیز از وی به جا مانده است.

## تاریخ دیار بکریه
وی مؤلف تاریخ دیار بکریه می‌باشد. تاریخ دیار بکریه، تنها منبعی است که به صورت مستقل دربارهٔ ترکمانان قرا قویونلو و آق قویونلو وجود دارد.

## حبیب السیر
خواندمیر که چند دهه پس از او می‌زیست در تاریخ حبیب السیر خود به ویژه در بخش مربوط به ترکمانان از وی نام برده است: «از اهل تصنیف و تألیف، مولانا ابوبکر طهرانی معاصر امیرحسن بیگ بود و در ایام دولتش تاریخ و وقایع و احوال او را انشاء نمود.»

## تاریخ عالم آرای عباسی
اسکندر بیگ ترکمان مورخ عصر صفویه، می‌نویسد: " و امیر حسن بیگ به نوعی که مولانا ابوبکر طهرانی-مؤلف تاریخ احوال سلاطین ترکمان- به تفصیل نوشته، تخت سلطنت را وداع نمود.

## احسن التواریخ
حسن‌بیگ روملو در اثر خود احسن التواریخ، بیش از هر کس دیگر از کتاب خواجه ابوبکر طهرانی سود برده است.